# Lodowiec spitsbergeński

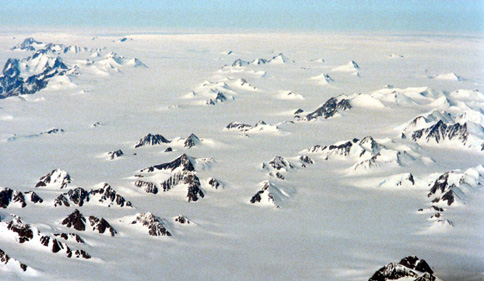
Lodowiec sieciowy - Grenlandia

Lodowiec spitsbergeński (inaczej lodowiec sieciowy) – typ lodowca, który ze względu na relację z topografią jest formą przejściową między lodowcem górskim a pokrywą lodową. Charakteryzuje się tym, iż zlodowacenie nie jest ograniczone jedynie do dolin, ale poprzez przełęcze lód i pola firnowe łączą się w rozległą pokrywę lodową, ponad którą wystają jedynie najwyższe szczyty w formie nunataków. Występuje obecnie na Spitsbergenie, Grenlandii, Alasce, Antarktydzie, a podczas ostatniego zlodowacenia występował także w Alpach.